# Эпштейн, Эдуард Осипович
Эдуард Осипович Эпштейн (нем. Eduard Epstein; 13 октября 1827, Бодланд, Пруссия, ныне Богацица, гмина Ключборк (по другим данным Симменау, ныне Шимонкув, гмина Волчин), Польша — 22 февраля (6 марта) 1889, Тифлис) — российский музыкальный педагог прусского происхождения.
В 1848 г. поступил в Лейпцигскую консерваторию в класс фортепиано Игнаца Мошелеса, 30 апреля «Всеобщая музыкальная газета» отмечала его участие в консерваторском концерте. Изучал также теорию музыки у Э. Ф. Э. Рихтера и М. Гауптмана.
По завершении курса в большей степени посвятил себя педагогической работе. В 1853 г. получил место домашнего учителя в помещичьей усадьбе в Минской губернии. В 1855 г. отправился в турне по югу России как аккомпаниатор певца Вильгельма Ферзинга. По окончании этих гастролей в 1857 году осел в Тифлисе, где и провёл остаток жизни, став первым в Грузии фортепианным педагогом профессионального уровня. Преподавал как частным образом, так и, в дальнейшем, в училище Тифлисского отделения Императорского Русского музыкального общества. Среди учеников Эпштейна был, в частности, Генарий Корганов. Был дружен с Густавом Радде.
Опубликовал «Школу для первоначального преподавания фортепианной игры» (Тифлис, 1877) и популярную книгу «O музыкальном воспитании юношества» (нем. Der Musikunterricht der Jugend; 1888), обращённую в значительной мере к родителям, чьи дети учатся музыке. Николай Финдейзен охарактеризовал эту книгу как «очень ценную», являющуюся «первым серьёзным сочинением по этому вопросу в России», и в 1895 г. опубликовал в своей «Русской музыкальной газете» её русский перевод, отдельное русское издание вышло в Санкт-Петербурге в 1897 г.